# باشگاه فوتبال گراونز کیتاکیوشو
باشگاه فوتبال گراونز کیتاکیوشو ژاپنی: ギラヴァンツ北九州 باشگاه فوتبالی در شهر استان فوکوئوکا، ژاپن است که در جی‌لیگ ۲ بازی می‌کند. این باشگاه در سال ۱۹۴۷ میلادی پایه‌گذاری شده است.